# Nemophas trifasciatus
Nemophas trifasciatus är en skalbaggsart som beskrevs av Heller 1919. Nemophas trifasciatus ingår i släktet Nemophas och familjen långhorningar. Inga underarter finns listade i Catalogue of Life.